# 五島貴史
五島 貴史（ごしま たかし、1986年3月7日 -）は、日本の男性声優、構成作家。神奈川県出身。

## 人物
- あだ名は「おやじん（汚野神）」（『純子と涼のアシタヘストライク!』第84回2005年04月04日放送分で決定した）。『純子と涼のアシタヘストライク!』第三期アシスタントパーソナリティーを決める「アシタヘ横断ウルトラクイズ」の予選中は「おやじ」や「ニップレス五島君」などと呼ばれていた。
- 特技はパイペン（プロパイペニスト）。飛ばし方には色々あり、「トルネード投法・屈伸投法・オーバーヘッド投法・魅惑の変身投法・横綱投法・一本足投法・東京ラブストーリー投法（別名カンチ投法）」等がある。
- 自称「文化放送にしがみついて飯を食っている男」。
- ラジオ番組では体を張った芸をすることが多い。
  - 『アクターズゲイト 松来未祐のぷるるん大作戦!!』では、メイド服を着て様々なところへ出向く（秋葉原が多い）「きょろきょろ大作戦」というコーナーをやっていた。
  - 2006年の年越し特番ではイノシシのコスプレをして公共交通機関のみを使って浅草寺から鎌倉の由比ヶ浜まで行き、ダイブを敢行した。
- 「人生当たって砕けろ」がモットー。
- 高校生時に35kgダイエットした経験を持つ。本人曰く、ブラック企業で1日10時間以上汗だくでバイトし、にがり水を2リットル飲んでいたとの事。（2018年1月時点で体重は90㎏を超え順調に育っているとの事）
- サッカーマニア（『アシタヘストライク』初代アシスタントパーソナリティーを務めた桑原敬一（アーツビジョン）と一緒に、よくサッカーの試合を観戦に行く）。
- アミューズメントメディア総合学院声優タレント学科卒。
- 同期の戸塚利絵（青二プロダクションジュニア所属）と一緒に、『純子と涼のアシタヘストライク!』第三期アシスタントパーソナリティーを務める。
- 好きなアーティストはCHAGE and ASKA。
- 好きな声優は堀江由衣。

## エピソード
- 『アシタヘ』三代目アシスタントパーソナリティ・卒業イベント内で開催された「第一回パイペン世界選手権in亀戸サンストリート」では、予選を勝ち抜いた挑戦者「ミスターバタフライ」氏と一騎討ちで対戦し、一投目では「だだっ子投法」で記録357cmを投げるも、二投目でとっておきの投法「ヘディング投法」が後ろに飛んでしまい（記録 -117cm）パイペン初代王者を逃してしまった。
- ジーンズメイトが好きでAM総合学院生時代には、ジーンズメイト『メイト』が一杯いたと『おもスタ』の番組内で発言している。
- 「人ごとじゃない!耐震偽装問題!」と題して、実家の欠陥住宅問題をフリートークで話そうと思ったが、時間が無くて話せなかったことがある。
- 服装に関しては、「僕は服なんて着れりゃあどっちでもいいかなーみたいな」という考えで『おもスタ』第9回の放送では、2週続けてまったく同じ服を着てきた事に番組放送中に本人が気づいた。
- 『純子と涼のアシタヘストライク!F』に出演した際、部屋に干してあったメイド服を見られて「五島家の名が廃るから改名しなさい」と母親に言われた五島の新しい芸名を考えることとなり、広橋涼に「五寸釘」、それを元に皆川純子が「五寸釘貴族」という芸名を考えてもらった事がある。後に『超ラジ!Rookie』の2007年10月23日放送分は『五寸釘貴族の超ラジ!Rookie』として放送した。
- 『純子と涼のアシタヘストライク!F』にファイナリストとして出演した際、「アシタへ特許許可局」のコーナーでCHAGE and ASKAの歌「SAY YES」を披露したが、特許は認められなかった。
- 2007年5月4日、文化放送のイベント「文化放送サテライトプラスLIVE!」で「五島貴史の緊急前説＆緊急ウクレレライブ」を行った。自身が作曲したウクレレの楽曲「メイド・サマー」を披露。15枚限定でCDを販売した（完売）。
- インターネット掲示板「2ちゃんねる」をよく見るらしいが、自分への中傷の書き込みが物凄く怖いらしく、自分とはまったく無関係の板ばかり見ているらしい。
- 所属事務所のアナウンスによれば、放送作家としても修行しているとのこと（文化放送『超!A&G+進め!狂乱電波日記』等）。2008年10月10日から「A&G GAME MASTER GT-R」で構成作家のアシスタントを務めている。

## 出演作品

### ラジオ
- 純子と涼のアシタヘストライク!（文化放送：第三期アシスタントパーソナリティー）
- おやじん☆トリッツのおもスタ(ノ∀`) !（BSQR：2006年1月10日 - 3月）
- アクターズゲイト 松来未祐のぷるるん大作戦!!（文化放送：2006年10月8日 - 2006年12月24日）
- A&G年越し特番 チョー突猛進!カウントダウンLIVE SP（文化放送：2006年12月31日 - 2007年1月1日）
- 五島貴史の超ラジ!Rookie（超!A&G+：2007年3月16日 - 2007年12月25日）
- 超ラジ!Rookie スペシャル!～GRATITUDE～(超!A&G+：2008年10月18日）

### インターネットラジオ
- 五島貴史のきょろきょろ大作戦スペシャル!（BBQR）
- STARCHILD PRESENTS みゅ～すた!（～2007年06月10日まで配信予定）

### DJ・イベント
- 東京ゲームショー2005　CESAチャリティーオークション　アシスタント
- アシタヘストライク!エキスポ2005（2005年7月10日）東京都荒川区サンパール荒川
- 三代目アシスタントパーソナリティ・卒業イベント（2006年3月26日）東京都江東区亀戸サンストリート
- INAX Presents おつきあいセッションat 文化放送サテライトプラスLUNCHTIME Music Treats　（文化放送）
- 「文化放送・秋のおつきあいセッション～アクターズゲイト　松来未祐のぷるるん大作戦!!緊急集会」（2006年11月4日（土）文化放送メディアプラスホール（公開録音）
- 文化放送サテライトプラスLIVE!（前説＆ウクレレライブ）
- 「超ラジ!フェスティバル」（2007年9月1日） 浜松町文化放送1階「サテライトプラス」『五島貴史with鈴木久美子の超ラジ!ルーキーフェスティバル』（公開収録）
- 『超ラジ!収穫祭』（2007年11月03日、04日） 浜松町「貿易センタービル」2階大ステージ （司会役）
- 『GRATITUDE～超ラジ！Rookie Memorial Songs』CD発売記念お渡し会(2008年11月2日（土曜日）・15時～17時)浜松町・グリーンサウンドフェスタ～浜祭～内、文化放送2階・A&Gブース(一日店長)

### CD
- 『GRATITUDE～超ラジ!Rookie Memorial Songs～』(TR05　メイドサマー)(2008年11月2日発売)

### 特撮
- Kawaii! JeNny パイロット版（Mr.クラウンの声）

### その他
- 神戸前向女学院（構成作家）